# Ctenobrycon
Ctenobrycon ist eine Gattung omnivorer Salmler, die weitverbreitet in Südamerika vorkommt (Venezuela, Guayana, Amazonasbecken bis zum Río Paraguay).

## Merkmale
Die Ctenobrycon-Arten sind hochrückige, seitlich stark abgeflachte Fische und werden etwa 8 bis 10 Zentimeter lang. Ihr Maul ist relativ klein. Die Brustregion der Jungfische ist von Kammschuppen bedeckt, die Seiten von Rundschuppen. Mit zunehmendem Alter wandeln sich auch die Seitenschuppen in Kammschuppen um. Die Seitenlinie ist vollständig und endet in einem langen Kanal auf der Schwanzflosse. Diese ist unbeschuppt. Die Rückenflosse ist kurz und unbeschuppt, die Afterflosse lang. Die Schwanzflosse ist gegabelt. Eine Fettflosse ist vorhanden.
Ctenobrycon-Arten sind Fische der mittleren Wasserschichten. Sie laichen zwischen Wasserpflanzen und legen bis zu 2000 Eier.

## Äußere Systematik

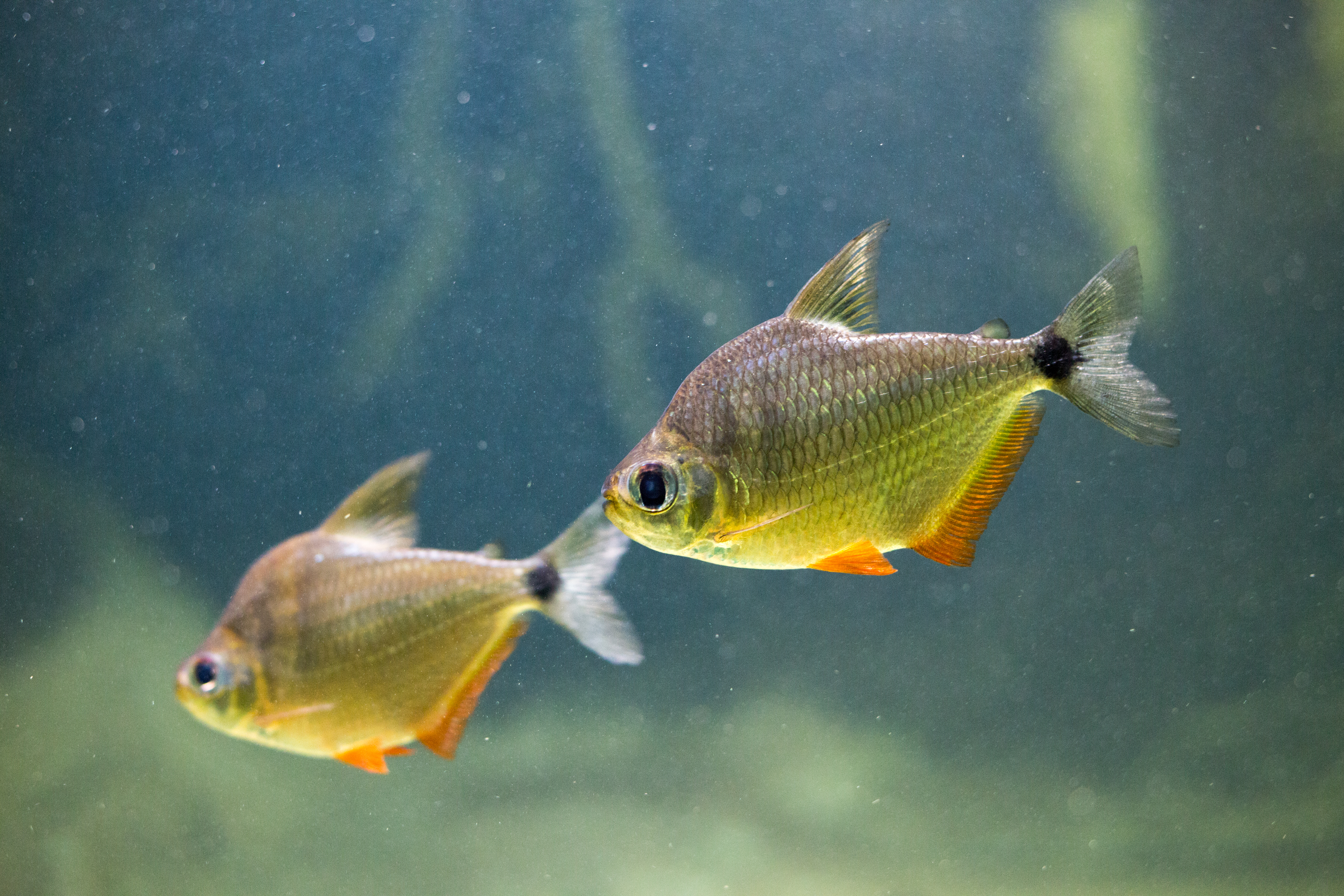
Ctenobrycon spilurus

Ctenobrycon gehört zur Salmlerfamilie Acestrorhamphidae und wird dort in die Unterfamilie Acestrorhamphinae gestellt, zu der auch die Gattungen Andromakhe, Astyanax, Oligosarcus und Psalidodon, sowie der Gelbe von Rio (Hyphessobrycon bifasciatus) und Hyphessobrycon isiri aus der nicht monophyletischen Gattung Hyphessobrycon gehören.

## Arten
- Ctenobrycon alleni (Eigenmann & McAtee, 1907)
- Ctenobrycon hauxwellianus (Cope, 1870)
- Ctenobrycon kennedyi (Eigenmann, 1903)
- Ctenobrycon magdalenae (Eigenmann & Heinn, 1916)
- Ctenobrycon oliverai Benine, Lopes & Ron, 2010
- Talerfisch (Ctenobrycon spilurus (Vallenciennes, 1850))